# Greg Grunberg

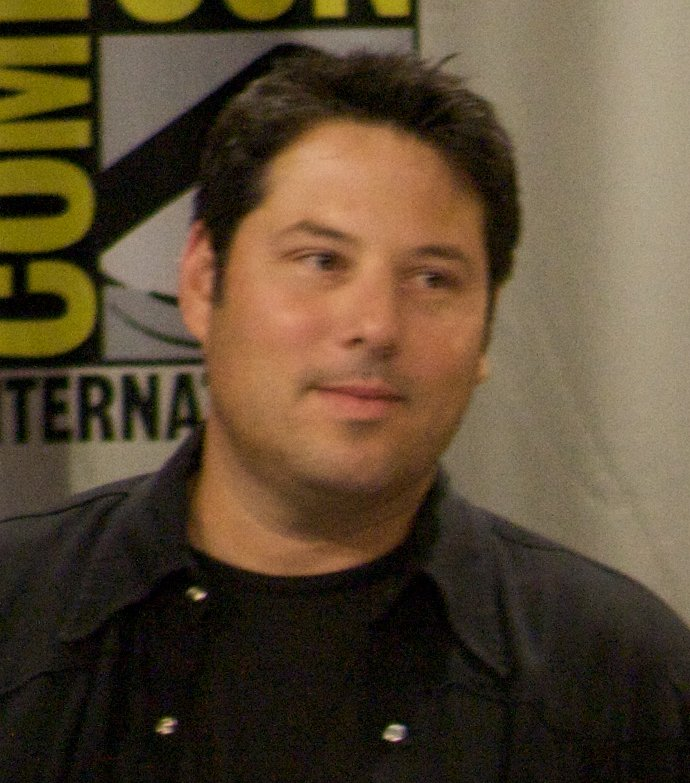
Greg Grunberg

Gregory Phillip Grunberg (n. 11 iulie 1966, Los Angeles, statul  California) este un actor american de televiziune. Este căsătorit cu Elizabeth Grunberg și are trei copii. Este cel mai bine cunoscut pentru rolurile sale din televiziune ca Sean Blumberg din Felicity (1998-2002) și Eric Weiss din Alias (2001-2006). Cele două seriale au fost create de prietenul său de viață, J. J. Abrams. În 2006, a început să joace rolul lui Matt Parkman din serialul Heroes.

## Cariera
Din 2003, Abrams a plănuit un serial numit The Catch cu Grunberg în rolul principal. Serialul nu a fost niciodată produs; totuși un episod pilot a fost filmat. Abrams l-a distribuit pe Grunberg într-un rol pentru episodul pilot din serialul din 2004 Lost. Grunberg s-a întors la sfârșitul primului episod, dar scenele cu el au fost tăiate și incluse pe DVD-ul primului sezon. Pentru cei care au urmărit prietenia dintre Grunberg și Abrams, nu este o surpriză să vadă că Grunberg apare într-un mic rol în filmul Misiune: Imposibilă III, care a fost regizată de Abrams.
Greg Grunberg are un rol major în serialul Heroes. El este un ofițer de poliție numit Matt Parkman care poate citi gândurile altor oameni.
Grunberg a mai apărut de asemenea și în serialul House. Și-a manifestat interesul pentru a apărea în Star Trek XI, care va fi regizat de Abrams; totuși, nu se știe ce rol intenționează să joace.

## Eforturi caritabile
Fiul lui Grunberg, Jake, suferă de epilepsie, ceea ce la inspirat pe Grunberg să acționeze pentru a strânge fonduri pentru cercetări. El organizează foarte des eforturi caritare pentru a strânge fonduri pentru Proiectul Pediatric pentru Epilepsie din Los Angeles. În trecut, acestea au inclus evenimente cum ar fi licitație de chitare pictate manual de celbrități ca Donald Trump, Pink și colegii lui Grunberg din "Alias" Jennifer Garner și Michael Vartan, concerte cu toate trupele de celebrități și o licitație online a desenelor animate create de colegii din "Heroes" ca Santiago Cabrera, Tawny Cypress, Noah Gray-Cabey, Ali Larter, Masi Oka, Adrian Pasdar, Sendhil Ramamurthy, Leonard Roberts, Milo Ventimiglia și Hayden Panettiere.

## Filme și televiune
| Anul      | Titlul                      | Rolul           | Note   |
| --------- | --------------------------- | --------------- | ------ |
| 2006      | Heroes                      | Matt Parkman    | Serial |
| 2006      | Misiune: Imposibilă III     | Kevin           | Film   |
| 2006      | The Jake Effect             | Nick Case       | Serial |
| 2006      | Monk                        | Jack Leverett   | Serial |
| 2004      | Lost                        | Pilot           | Serial |
| 2004      | Cum scăpăm de Coana Mare?   | Regizor         |        |
| 2003      | Malibu's Most Wanted        | Brett           | Film   |
| 2002      | Austin Powers in Goldmember | Shirtless Fan T | Film   |
| 2001-2006 | Alias                       | Eric Weiss      | Serial |
| 2000      | Hollow Man                  | Carter Abbey    | Film   |
| 1998-2002 | Felicity                    | Sean Blumberg   | Serial |
| 1998      | Baseketball                 | Wilke           | Film   |